# 2015년 8월
| 2015년: 1월 · 2월 · 3월 · 4월 · 5월 · 6월 · 7월 · 8월 · 9월 · 10월 · 11월 · 12월 |

| <          | 2015년 8월 | 2015년 8월 | 2015년 8월 | 2015년 8월 | 2015년 8월  | >           |
| 일         | 월         | 화         | 수         | 목         | 금          | 토          |
|            |            |            |            |            |             | 1 6.17 기유 |
| 2 18 경술  | 3 19 신해  | 4 20 임자  | 5 21 계축  | 6 22 갑인  | 7 23 을묘   | 8 24 병진   |
| 9 25 정사  | 10 26 무오 | 11 27 기미 | 12 28 경신 | 13 29 신유 | 14 7.1 임술 | 15 2 계해   |
| 16 3 갑자  | 17 4 을축  | 18 5 병인  | 19 6 정묘  | 20 7 무진  | 21 8 기사   | 22 9 경오   |
| 23 10 신미 | 24 11 임신 | 25 12 계유 | 26 13 갑술 | 27 14 을해 | 28 15 병자  | 29 16 정축  |
| 30 17 무인 | 31 18 기묘 |            |            |            |             |             |

| - 8월 3일 - 도은영, 반 - 8월 14일 - 이맹희 편집하기 |

## 2015년 8월 26일 (수요일)
국제
- 미국 버지니아주 플랭클린 카운티에서 생방송 도중 총격으로인해 기자 2명이 사망하였다.

## 2015년 8월 25일 (화요일)
군사
- 서울특별시 은평구 진관동 구파발 군경합동검문소에서 총기 오발사고가 발생해 의경 1명이 사망했다.

## 2015년 8월 20일 (목요일)
국제
- 필리핀 마닐라에서 한국인 60대 부부가 총격을 맞고 사망하였다.

정치
- 한명숙 전 국무총리가 대법원에서 징역 2년과 추징금 8억 8천만원이 확정되어, 실형선고와 함께 국회의원직을 잃었고, 법정구속하게 되었다.

군사
- 조선민주주의인민공화국(이하 조선 혹은 북한)이 서부전선에서 14.5mm 고사포와 76.2mm 평사포로 포격 도발을 감행하였다.

## 2015년 8월 17일 (월요일)
국제
- 타이의 수도 방콕에서 폭탄 테러가 발생하여 21명이 숨지고 123명이 다쳤다.

## 2015년 8월 16일 (일요일)
국제
- 인도네시아 파푸아주에서 트리가나 항공 267편 여객기가 이륙 직후 실종되었다.

## 2015년 8월 15일 (토요일)
사회
- 대한민국이 광복 70주년을 맞이하였다.

국제
- 조선민주주의인민공화국이 오늘(8월 15일)부터 우리시각(KST)보다 30분 늦춘 평양시간(UTC +08:30)을 사용하기 시작하였다. 이로써 남북간 30분 시차가 발생하게 되었다.

## 2015년 8월 12일 (수요일)
국제
- 중화인민공화국 톈진시에서 휘발유 저장탱크 폭발 사고가 발생. 17명이 숨지고 36명이 실종되었으며 한국인 2명을 포함하여 400여명이 다쳤다.

## 2015년 8월 11일 (화요일)
사회
- 롯데그룹 신동빈 회장이 최근 롯데사태와 관련하여 대국민 사과문을 발표하였다.

## 2015년 8월 10일 (월요일)
군사
- 지난 8월 4일 있었던 DMZ 지뢰 폭발 사고의 주범이 조선민주주의인민공화국임이 확인되었다고 정부가 발표했다. 군 당국은 대북 확성기 방송을 재개하겠다고 밝혔다.

## 2015년 8월 7일 (금요일)
사회
- 조선민주주의인민공화국이 8월 15일부터 표준시를 30분 늦추기로 결정하였다.

## 2015년 8월 4일 (화요일)
사회
- 대한민국 정부가 국무회의를 열어 8월 14일 금요일을 임시공휴일로 지정하기로 결정하였다.